# 程文涛
程文涛（1998年5月18日—），北京市人，中国女子花样游泳运动员，2019年世界游泳锦标赛自由组合银牌得主、2023年世界游泳锦标赛集体技巧自选金牌得主和混合双人技术自选铜牌得主。